# جت‌اسکی

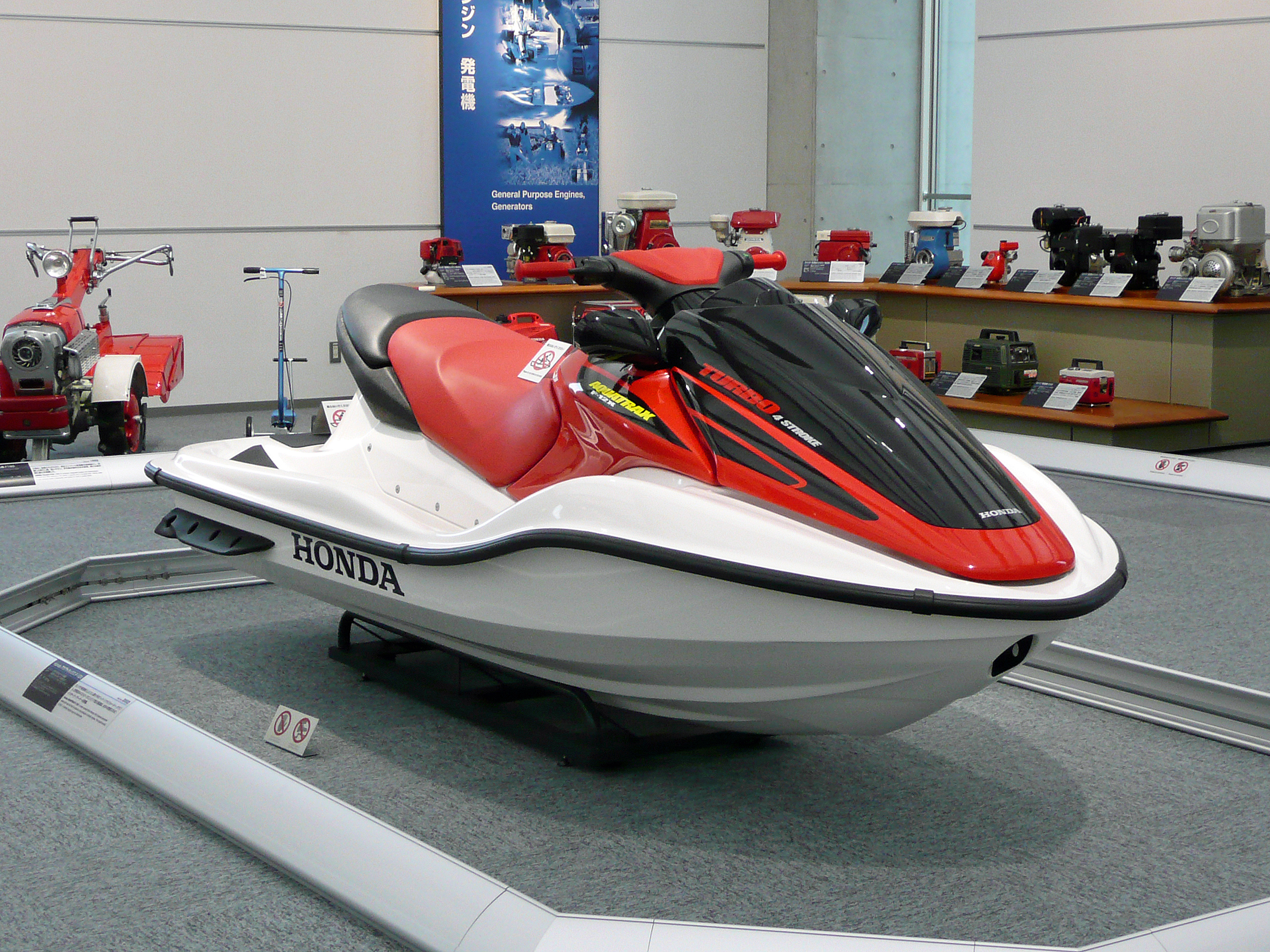
جت اسکی "Aquatrax" از شرکت هوندا در موزه ژاپن

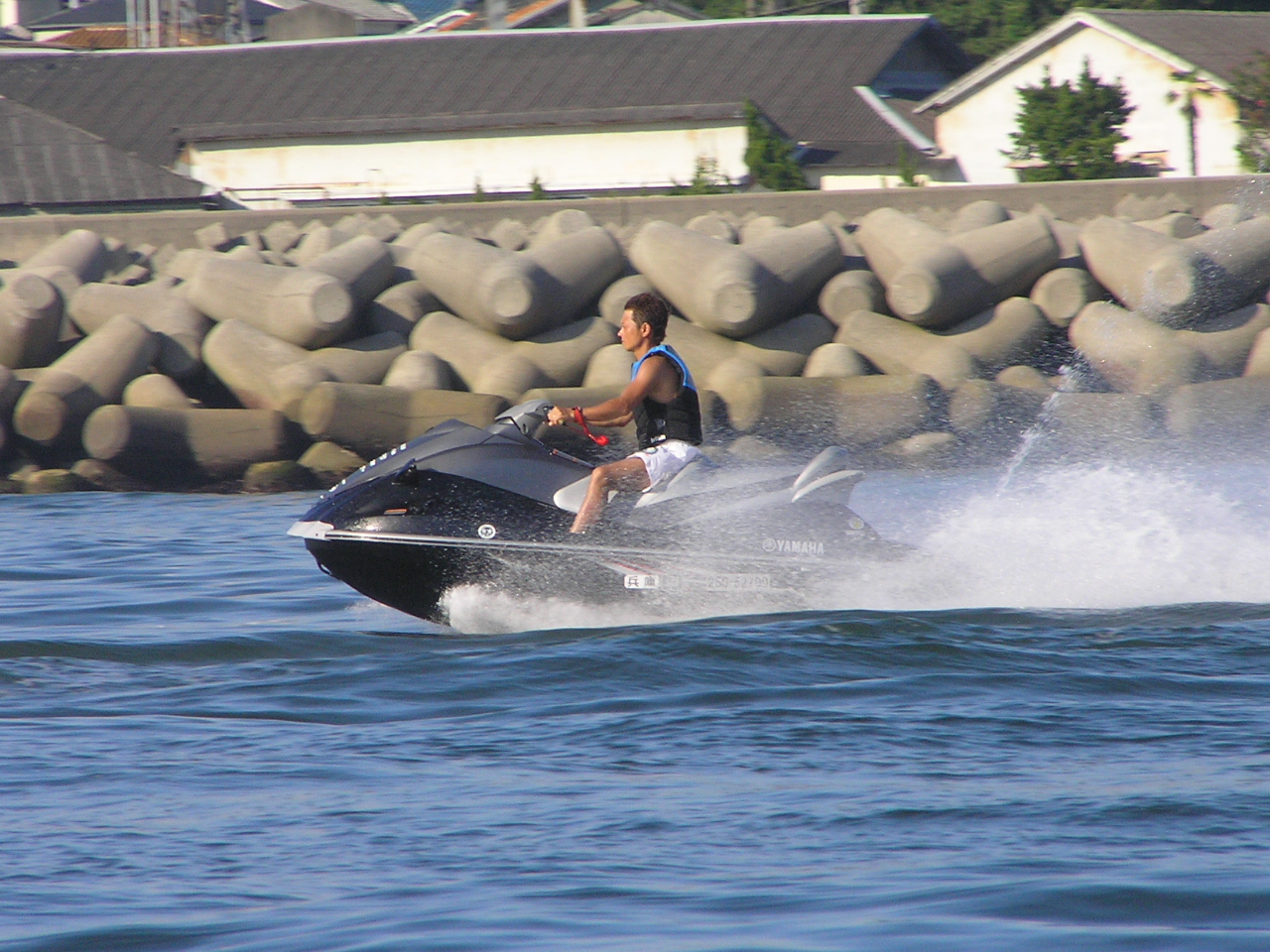
جت اسکی موج‌رو در ژاپن

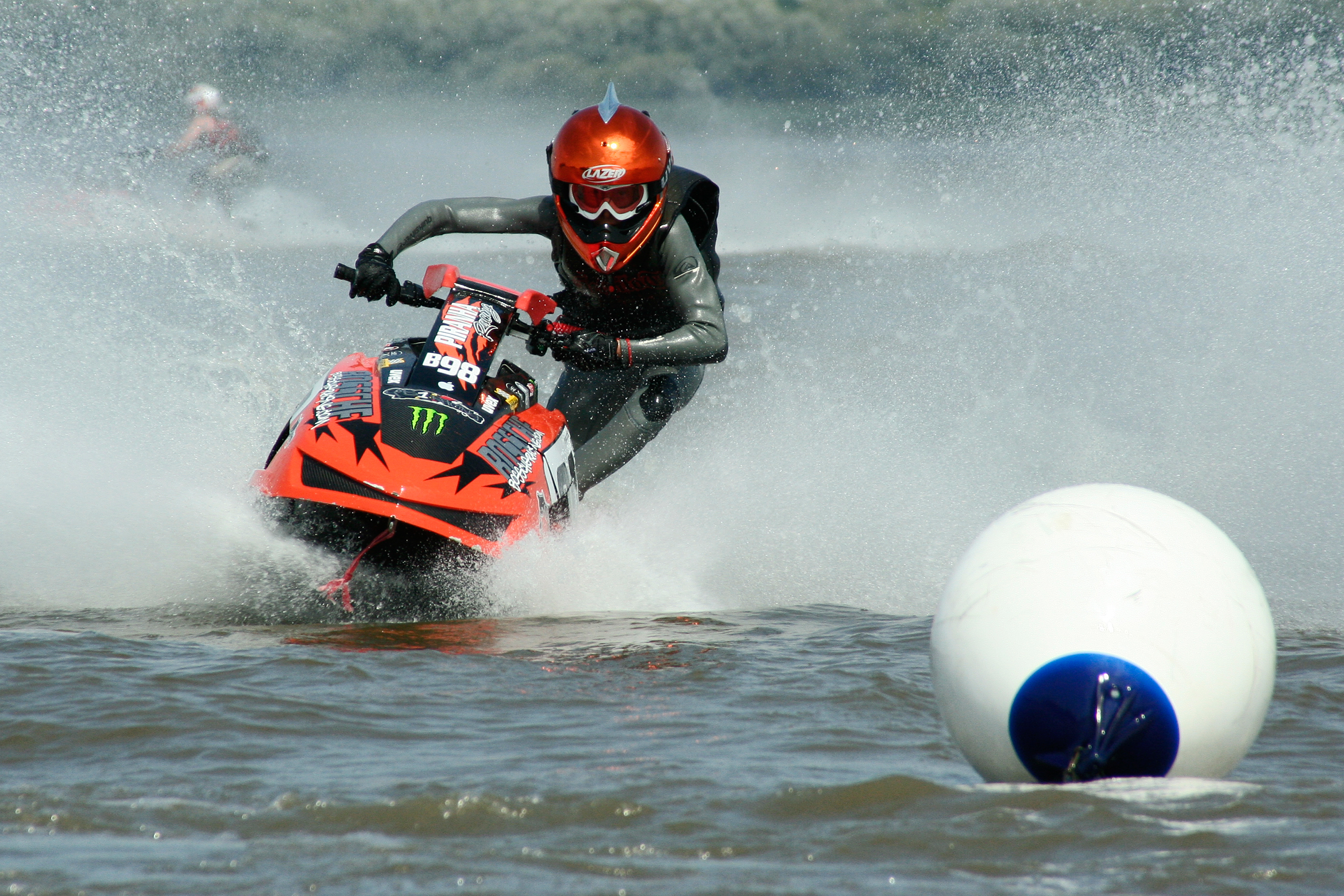
مسابقات قهرمانی در آلمان در سال ۲۰۰۷

جت‌اسکی (به انگلیسی: jet ski) نام یک برند مربوط به وسایل آبی انفرادی بود که نخست توسط صنایع سنگین کاوازاکی عرضه شد. این وسیله گاهی به‌طور اشتباه گفته می‌شود که در شرکت ثبت اختراعات و علائم تجاری ایالات متحده به ثبت رسیده‌است. یکی از گونه‌های جت اسکی شامل صفحات فایبرگلاس است که یکی از انواع آن جت اسکی ۴۰۰ است که در سال ۱۹۷۳ به بازار آمده‌است. امروزه از جت اسکی به عنوان یک وسیله ورزشی و سرگرمی در اسکله‌ها استفاده می‌کنند و گاهی مسابقاتی را نیز ترتیب می‌دهند.